# Torneo Apertura 2002 (Guatemala)
El Torneo de Apertura 2002 fue el 7º torneo corto del fútbol guatemalteco, dando inicio a la temporada 2002-03 de la Liga Nacional en Guatemala, quedando como campeón el club Comunicaciones.

## Equipos

### Equipos participantes
| Club                                   | Ciudad              | Departamento   | Estadio                            | Capacidad |
| -------------------------------------- | ------------------- | -------------- | ---------------------------------- | --------- |
| Antigua GFC                            | Antigua Guatemala   | Sacatepéquez   | Estadio Pensativo                  | 9.000     |
| Aurora Fútbol Club                     | Ciudad de Guatemala | Guatemala      | Estadio del Ejército               | 13.300    |
| Club Social y Deportivo Comunicaciones | Ciudad de Guatemala | Guatemala      | Estadio Cementos Progreso          | 17.000    |
| Club Social y Deportivo Municipal      | Ciudad de Guatemala | Guatemala      | Estadio Mateo Flores               | 25.000    |
| Cobán Imperial                         | Cobán               | Alta Verapaz   | Estadio José Ángel Rossi           | 15.000    |
| Juventud Retalteca                     | Retalhuleu          | Retalhuleu     | Estadio Óscar Monterroso Izaguirre | 7.000     |
| Deportivo Marquense                    | San Marcos          | San Marcos     | Estadio Marquesa de la Ensenada    | 10.000    |
| Deportivo Teculután                    | Teculután           | Zacapa         | Estadio Julio Hector Paz           | 8.000     |
| Deportivo Zacapa                       | Zacapa              | Zacapa         | Estadio David Ordóñez Bardales     | 10.000    |
| Xelajú Mario Camposeco                 | Quetzaltenango      | Quetzaltenango | Estadio Mario Camposeco            | 10.000    |

### Equipos por Departamento
| Departamento   | N.º | Equipos                           |
| -------------- | --- | --------------------------------- |
| Guatemala      | 3   | Aurora, Comunicaciones, Municipal |
| Zacapa         | 2   | Teculután, Zacapa                 |
| Alta Verapaz   | 1   | Cobán Imperial                    |
| Retalhuleu     | 1   | Juventud Retalteca                |
| Quetzaltenango | 1   | Xelajú                            |
| Sacatepéquez   | 1   | Antigua GFC                       |
| San Marcos     | 1   | Marquense                         |

## Fase de clasificación
|  | Pos. | Equipos            | PJ | PG | PE | PP | GF | GC | Dif. | PTS | Clasificación        |
|  | ---- | ------------------ | -- | -- | -- | -- | -- | -- | ---- | --- | -------------------- |
|  | 1º   | Municipal          | 18 | 10 | 5  | 3  | 42 | 28 | +14  | 35  | Semifinales          |
|  | 2º   | Comunicaciones     | 18 | 9  | 4  | 5  | 25 | 23 | +2   | 31  | Semifinales          |
|  | 3º   | Cobán Imperial     | 18 | 9  | 2  | 7  | 38 | 30 | +8   | 29  | Acceso a semifinales |
|  | 4º   | Xelajú MC          | 18 | 7  | 7  | 4  | 32 | 25 | +7   | 28  | Acceso a semifinales |
|  | 5º   | Marquense          | 18 | 6  | 6  | 6  | 27 | 29 | -2   | 24  | Acceso a semifinales |
|  | 6º   | Aurora             | 18 | 5  | 8  | 5  | 22 | 24 | -2   | 23  | Acceso a semifinales |
|  | 7º   | Zacapa             | 18 | 7  | 2  | 9  | 27 | 30 | -3   | 23  |                      |
|  | 8º   | Teculután          | 18 | 5  | 5  | 8  | 27 | 34 | -7   | 20  |                      |
|  | 9°   | Antigua GFC        | 18 | 5  | 4  | 9  | 32 | 32 | 0    | 19  |                      |
|  | 10º  | Juventud Retalteca | 18 | 4  | 3  | 11 | 28 | 45 | -14  | 15  |                      |
|  |      |                    |    |    |    |    |    |    |      |     |                      |

## Líderes individuales

### Trofeo Botín de Oro
| N.º | Jugador       | Goles | Penales | Equipo             |
| --- | ------------- | ----- | ------- | ------------------ |
|     | Édgar Arriaza | 13    | 3       | Aurora Fútbol Club |

## Fase Final
|  | Clasificación a Semifinales | Clasificación a Semifinales | Clasificación a Semifinales | Clasificación a Semifinales | Clasificación a Semifinales |  |  | Semifinales | Semifinales    | Semifinales | Semifinales | Semifinales |  |  | Final | Final          | Final | Final | Final |
|  |                             |                             |                             |                             |                             |  |  |             |                |             |             |             |  |  |       |                |       |       |       |
|  |                             |                             |                             |                             |                             |  |  | 1           | Municipal      | 1           | 1           | 1           |  |  |       |                |       |       |       |
|  | 4                           | Xelajú MC                   | 0                           | 3                           | 3                           |  |  | 5           | Xelajú MC      | 1           | 1           | 1           |  |  |       |                |       |       |       |
|  | 5                           | Marquense                   | 0                           | 2                           | 2                           |  |  |             |                |             |             |             |  |  | 1     | Municipal      | 1     | 1     | 2     |
|  |                             |                             |                             |                             |                             |  |  |             |                |             |             |             |  |  | 2     | Comunicaciones | 2     | 1     | 3     |
|  |                             |                             |                             |                             |                             |  |  | 2           | Cobán Imperial | 1           | 0           | 1           |  |  |       |                |       |       |       |
|  | 3                           | Cobán Imperial              | 0                           | 3                           | 3                           |  |  | 3           | Comunicaciones | 1           | 3           | 4           |  |  |       |                |       |       |       |
|  | 6                           | Aurora                      | 0                           | 1                           | 1                           |  |  |             |                |             |             |             |  |  |       |                |       |       |       |

| Campeón - Apertura 2002      |
| Comunicaciones FC 20º Título |
| ---------------------------- |